# Jesus, min Jesus
Jesus, min Jesus är en sång hämtad från Münsterisches Gesangbuch, 1677 som översatts 1852 av Erik Nyström och som sjungs till en Schlesisk melodi.

## Publicerad i
- Musik till Frälsningsarméns sångbok 1907 som nr 194.
- Frälsningsarméns sångbok 1968 som nr 312 under rubriken "Jubel och tacksägelse".
- Frälsningsarméns sångbok 1990 som nr 502 under rubriken "Lovsång, tillbedjan och tacksägelse".